# Paroisse de Portland
Pour les articles homonymes, voir Portland.
Portland, (chef-lieu Port Antonio) est une des 14 paroisses de la Jamaïque. Elle est située au nord-est de la Jamaïque dans le comté du Surrey. 